# Леонида I
Леонида I (грч. Λεωνίδας Α´ [] – „Син лава“, „Лављи“) је био краљ Спарте, 17. по родној линији, један од синова краља Анаксандриде II. Наследио је свог полубрата Клеомена I, вероватно у 489. или 488. п. н. е. и био је ожењен Клеоменовом кћерком, Горго.
Његово име је херојски уздизано после Термопилске битке. У рату против Персије Леонида је 480. године бранио Термопилски кланац. Издајник Ефијалт открио је Персијанцима пут преко планине, па су Спартанци осуђени на пораз. На месту где је Леонида пао подигнут је споменик са натписом „ΜΟΛΩΝ ΛΑΒΕ“ што у преводу значи „Дођи и узми га“ и представља одговор Леониде персијском цару Ксерксу I на предлог његових емисара да преда оружје пре битке на Термопилима.